# Lucifer Valentine
Lucifer Valentine (* im 20. Jahrhundert in Südafrika; eigentlich: Shawn Fedorchuck) ist ein kanadischer Filmregisseur. Er wurde bekannt durch seine kontroversen Filme.

## Leben
Lucifer Valentine ist das Pseudonym eines kanadischen Filmemachers. Seine wahre Identität hält er laut eigener Aussage auf Grund von Morddrohungen und ähnlichem geheim. Nach eigenen Angaben wuchs er in Arniston am Westkap von Südafrika auf. Weitere Angaben verweigerte er in Interviews im Hinblick auf Fälle von Stalking und Bedrohung, nicht nur ihm gegenüber, sondern auch seiner Familie. Er versteht sich selbst als Satanist und behauptet, ein inzestuöses Verhältnis zu seiner Schwester gehabt zu haben. Diese habe sich aber an Neujahr 2006 selbst getötet. Bekannt ist außerdem, das er in den 1990ern in einer Noise-Rock-Band namens Kittens in Winnipeg, Manitoba spielte.
Bekannt wurde er 2006 durch seinen Film Slaughtered Vomit Dolls, einen Horror- und Experimentalfilm. Hauptdarstellerin war Amara Lavey, die auch in weiteren Werken von ihm mitspielte. Der Film zeigt neben Splattereffekten auch selbstverletzendes Verhalten und Erbrechen. Aus dem Film entwickelte sich mit ReGOREgitated Sacrifice (2008) und Slow Torture Puke Chamber (2010) eine Trilogie. Ein vierter und ein fünfter Vomit-Gore-Film erschien 2015 und 2020 mit Vomit Gore 4: Black Mass of the Nazi Sex Wizard und The Angela Chapters.
2012 erschien sein Dokumentarfilm Black Metal Veins, der eine Clique aus heroinsüchtigen Black-Metal-Fans über einen längeren Zeitraum begleitet.
Die Filme werden in den Vereinigten Staaten über Stephen Birocs Label Unearthed Films vertrieben, im deutschsprachigen Raum übernahm das österreichische Independent-Label Black Lava Entertainment den Vertrieb.

## Filmografie
- 2006: Slaughtered Vomit Dolls
- 2008: ReGOREgitated Sacrifice
- 2010: Slow Torture Puke Chamber
- 2012: A Perfect Child of Satan (Kurzfilm)
- 2012: Black Metal Veins
- 2015: Black Mass of the Nazi Sex Wizard
- 2020: The Angela Chapters